# Клеопин, Иван Алексеевич
Иван Алексеевич Клеопин (конец 1648/первая половина 1649 — 8 декабря 1671) — дворянский сын из рода Клеопинов. Самозванец, выдававший себя за цесаревича Алексея Алексеевича — сына русского царя Алексея Михайловича.
Иван Клеопин страдал психическим заболеванием, в результате чего его самозванство было не осознанным. Так, в разные промежутки времени, он выдавал себя то за святого, то за боярского сына Степана Иванова, то за царевича Алексея.

## Происхождение
Иван Клеопин родился в дворянской семье Клеопиных в конце 1648 или в первой половине 1649 года в поместном сельце Засапинье, что находилось в Телбовском погосте Бежецкой пятины Новгородского уезда. Он был сыном дворянина Алексея Клеопина, который относился к мелким феодалам. Его мать звали Марья. Помимо родителей у Ивана были братья: Никита, Степан, Богдан, Панкратий, Гаврила.

## Биография
Скорее всего детство Иван Клеопин провёл в Телбовском погосте, где он получил начальное образование. В 1664 или 1665 году, когда ему исполнилось 15 или 16 лет, его призвали на военную службу в составе дворянского ополчения. Вместе с другими новгородскими дворянами его отправили в город Динабург, граничащий с Речью Посполитой. Но уже осенью 1666 года он вернулся домой. Предполагается, что его отстранили от службы из-за приступов безумия, которые испытывал Клеопин. Так, знакомые с ним люди отмечали, что Иван выдавал себя за целителя тел и душ людских. Между тем он «иконы Божественные и книги словами бесчестил» и проявлял неистовство. Например, он мог резать себя ножом, убегать в лес, оставаясь там много дней. Также он мог забыть своих родных, пытался саблей сечь свою мать, а также «неистовственное дело учинить».
Весной или летом 1669 года Иван, вместе с отцом, оказался на государственной службе в Пскове в полку воеводы Хованского, но затем вновь оказался в родном поместье. Обстоятельства его возвращения не известны, но репутация «умовредного» у Ивана Клеопина была сохранена. В это же время его отца стала пугать болезнь Ивана. Алексей Клеопин всерьёз стал опасаться, что из-за болезни сына, он может лишиться своих владений. 26 июня 1671 года Алексей подал челобитную в Новгород, прося не подвергать его опале, на случай если его сын, в приступе безумия, совершит какое-либо преступление. Опасения старшего Клеопина подтвердились. Примерно в это же время, Иван стал выдавать себя за умершего в 1670 году цесаревича Алексея Алексеевича — сына русского царя Алексея Михайловича. Отец пытался отвезти сына в Новгород для передачи местным властям. Однако 13 августа 1671 года Иван сбежал в лес.
Новоявленный «царевич» отправился в Речь Посполитую. При этом, во время своего пути, случайным попутчикам он представлялся боярским сыном Степаном Ивановыми и держал он направление в Невель, где будто бы служит его брат Максим. Затем, самозванец объявил себя царевичем Алексеем и, что он держит путь в Речь Посполитую. Там Иван Клеопин хотел заручиться военной помощью чтобы идти на Великий Новгород. После захвата города лже-Алексей планировал в нём царствовать. Его попутчики не поверили в его «высокое происхождение», а один из них и вовсе донёс на самозванца. Вскоре, уже 20 августа 1671 года, лже-Алексей был пойман местными властями.
23 августа Ивана Клеопина под конвоем доставили в Торопец и передали воеводе Бутурлину. В этот же день самозванца начали допрашивать и пытать. В начале, в ходе допроса, Иван не отказался от своего «царского имени» и от своих планов царствовать в Новгороде. Следователи Великого-Гагин и Кривской стали интересоваться нет ли у самозванца сторонников за границей. Также они пытались выяснить наличие связи между Клеопиным и разинцами, которые всё ещё продолжали оказывать сопротивление царским войскам, несмотря на казнь их предводителя Степана Разина и самозванца, также выдававшего себя за царевича Алексея.
Однако их расспросы ни к чему не приводили. Более того, при дальнейшем допросе самозванец стал менять свои показания. Так, он назывался то царевичем Алексея, то не родным, а приемным сыном Алексея Клеопина, затем он полностью изменил свои биографические данные. Лишь в октябре 1671 года самозванец отказался от своей мифической ипостаси, сообщив, что царским именем он назвался потому что «умовреден наветом дьяволским».
Несмотря на то, что следователи также пришли к выводу, что «вор Ивашко умовреден», самозванцу вынесли смертный приговор без учёта этого обстоятельства. Таким образом Иван Клеопин был казнён 8 декабря 1671 года. Родные самозванца также попали в опалу. Царским указом от 20 декабря 1671 года Алексей Клеопин вместе с женой и детьми был сослан в Сибирь, а его земли конфискованы. Впоследствии Алексей подал прошение о помиловании, которое было удовлетворено по царскому указу от 13 ноября 1678 года.